# Bo Widerberg

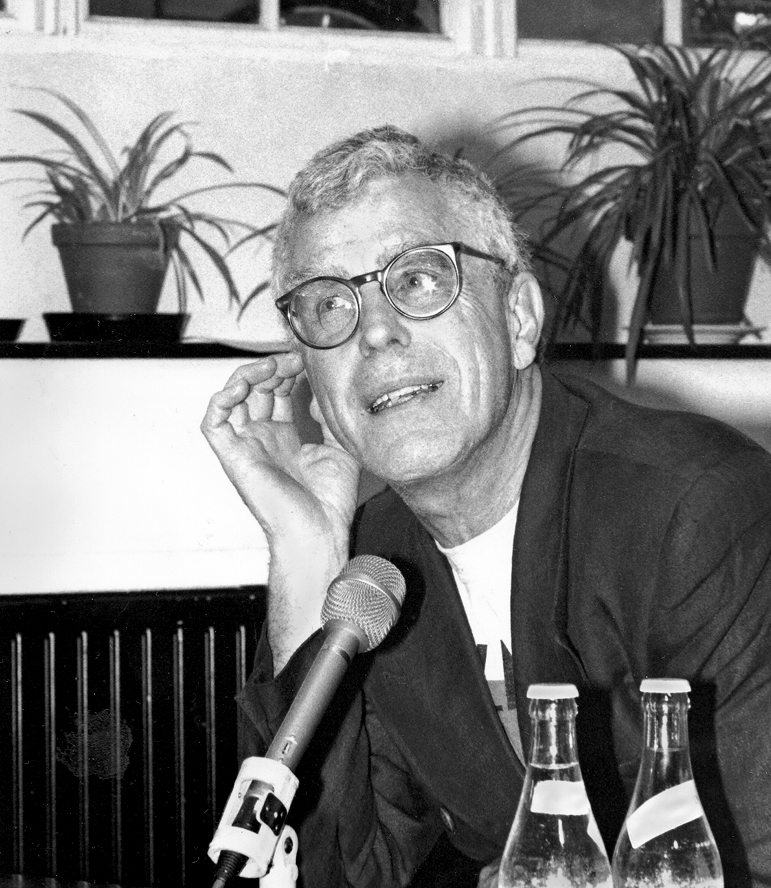
Bo Widerberg 1990.

Bo Gunnar Widerberg (Aussprache [ˌbuː ˈviːdəʁbæʁʝ], * 8. Juni 1930 in Malmö, Skåne län, Schweden; † 1. Mai 1997 in Båstad, Skåne län, Schweden) war ein schwedischer Filmregisseur, Drehbuchautor und Filmeditor.

## Biografie
Seinen ersten Film drehte er 1961 mit Der Junge mit dem Drachen für das Fernsehen. Bei diesem 34-minütigen Schwarzweiß-Kurzfilm stand ihm der später bekannte Regisseur Jan Troell als Kameramann und Ko-Regisseur zur Seite. Die von Widerberg verfasste Geschichte des Films beschreibt den Geburtstag eines sechsjährigen Jungen, gespielt von Arild Möller. Ab 1962 erregten seine Filmkritiken und ein Buch über den schwedischen Film, in dem er unter anderem Ingmar Bergman stark kritisierte, Aufsehen. Er war der Meinung, schwedische Filme seien vollkommen realitätsfern.
Sein Spielfilmdebüt war 1963 das Drama Kinderwagen, das von einer jungen schwedischen Frau handelt, die von einem Popmusiker schwanger ist und ihr Leben fortan ändern muss. Jan Troell übernahm auch bei diesem Film die Kamera, Inger Taube spielte die Hauptrolle. Wie bei etwa der Hälfte seiner Regiearbeiten, führte Widerberg bei diesem Film auch selbst den Schnitt aus.
Seine nächste Arbeit, Das Rabenviertel, wurde noch im selben Jahr veröffentlicht und bedeutete den Durchbruch für den Regisseur. Das Rabenviertel erzählt von einem jungen Mann im Schweden der 1930er-Jahre. Er möchte das Haus seiner Eltern verlassen und Schriftsteller werden. Wie auch sein Vorgänger ist Das Rabenviertel in Malmö, dem Geburtsort Widerbergs, angesiedelt. Thommy Berggren, der Hauptdarsteller, war auch in einigen anderen Produktionen des Regisseurs zu sehen. Nachdem der Film von der schwedischen Presse gelobt worden war, erhielt er 1965 eine Oscar-Nominierung in der Kategorie Bester fremdsprachiger Film.
Nach den Filmen Roulette der Liebe (1965) über einen Regisseur und dessen Liebesleben und Hallo Roland (1966), das auf seiner Novelle Den gröna draken basiert, wurde er für seinen ersten Farbfilm Das Ende einer großen Liebe (1967) für den Golden Globe in der Kategorie Bester fremdsprachiger Film nominiert. Der Romantikfilm erzählt von der tragischen Liebesbeziehung der dänischen Seiltänzerin Elvira Madigan (Pia Degermark) mit dem schwedischen Offizier Sixten Sparre (Thommy Berggren) gegen Ende des 19. Jahrhunderts und war Widerbergs internationaler Durchbruch.
Da Das Ende einer großen Liebe vor allem in englischsprachigen Ländern erfolgreich gewesen war, erhielt der Regisseur erste Angebote, Filme in Hollywood zu drehen. Unter anderem sollte er F. Scott Fitzgeralds Der große Gatsby verfilmen. Seinen ersten US-amerikanischen Film realisierte er 1971 mit Joe Hill, das von einem Schweden, der um 1900 nach Amerika auswandert, handelt. Joe Hill war ein Erfolg und gewann den Jury-Preis in Cannes, blieb jedoch Widerbergs einziges US-amerikanisches Projekt.
Zwei Jahre vor Joe Hill hatte er sein Romantikdrama Adalen 31 veröffentlicht, das in Schweden wegen seiner politischen Aussage kritisiert wurde, allerdings für den Hauptpreis in Cannes, den Oscar und den Golden Globe nominiert wurde. Für diesen Film erhielt er seinen ersten Guldbagge als Bester Regisseur. Sein nächstes Projekt, der Kinderfilm Fimpen, der Knirps (1974), erzählt die Geschichte eines Sechsjährigen, der durch sein Talent im Fußball-Spielen die Schule vernachlässigt. Der Polizeithriller Der Mann auf dem Dach aus dem Jahr 1976 basiert auf einem Roman von Per Wahlöö und Maj Sjöwall. Auch Victoria (1979) war eine Literaturverfilmung und wurde für die Goldene Palme in Cannes nominiert.
Von Ende der 1970er- bis Anfang der 1990er-Jahre drehte er neben Filmen wie Der Mann aus Mallorca und Der Weg der Schlange auf dem Felsen einige Fernsehfilme. Sein letzter großer Film vor seinem Tod 1997 aufgrund von Magenkrebs war allerdings das im Zweiten Weltkrieg spielende Romantikdrama Schön ist die Jugendzeit über die Liebesbeziehung zwischen einem jugendlichen Schüler und seiner 37-jährigen Englischlehrerin. Widerberg gewann für den Film den Silbernen Bären auf der Berlinale 1996 und erhielt seinen zweiten Guldbagge. Außerdem war Schön ist die Jugendzeit für den Oscar nominiert.
Widerbergs Kinder sind Nina (* 1960) und Johan Widerberg (* 1974). Beide sind als Schauspieler tätig, Johan spielte unter anderem die Rolle des 15-jährigen Stig in Schön ist die Jugendzeit.

## Filmografie
- 1962: Der Junge mit dem Drachen (Pojken och draken) (Fernsehkurzfilm)
- 1963: Kinderwagen (Barnvagnen)
- 1963: Das Rabenviertel (Kvarteret Korpen)
- 1964: Zoo story (Fernsehfilm)
- 1965: Roulette der Liebe (Kärlek 65)
- 1966: Hallo Roland (Heja Roland!)
- 1967: Das Ende einer großen Liebe (Elvira Madigan)
- 1969: Adalen 31 (Ådalen '31)
- 1970: En Mor med två barn väntandes sitt tredje (Kurzfilm)
- 1971: Joe Hill
- 1974: Fimpen, der Knirps (Fimpen)
- 1976: Der Mann auf dem Dach (Mannen på taket)
- 1979: Victoria
- 1979: En Handelsresandes död (Fernsehfilm)
- 1980: Rött och svart
- 1981: Linje lusta
- 1984: Der Mann aus Mallorca (Mannen från Mallorca)
- 1986: Der Weg der Schlange auf dem Felsen (Ormens väg på hälleberget)
- 1988: En Far (Fernsehfilm)
- 1989: Vildanden (Fernsehfilm)
- 1990: Hebriana (Fernsehfilm)
- 1992: Efter föreställningen (Fernsehfilm)
- 1995: Schön ist die Jugendzeit (Lust och fägring stor)